# Juan Ignacio Otero Couceiro
Juan Ignacio Otero Couceiro, conegut com a Otero (La Corunya, 1 de juny de 1929 - Ibidem, 27 de juliol de 2019), va ser un futbolista gallec, que jugava com a porter. Va desenvolupar la seva carrera professional al Reial Betis, el Granada CF i el Deportivo de La Corunya.

## Trajectòria
Otero va néixer i es va criar al barri d'Hèrcules, a La Corunya. A més del futbol, va destacar en altres disciplines esportives com el busseig i la natació, arribant a ser campió de Galícia i subcampió d'Espanya en els cent metres esquena, el 1949.
Futbolísticament, va començar a jugar en modestos equips corunyesos, com el Liceo de Monelos, fins que amb 17 anys es va incorporar al Deportivo de La Corunya. Va jugar al Juvenil esportivista durant sis anys.
La temporada 1952-53 va ascendir al primer equip, amb el qual va debutar en Primera Divisió el 14 de setembre de 1952, davant el FC Barcelona. Després d'alternar la titularitat, va acabar ocupant el lloc de l'emblemàtic Juan Acuña, retirat el 1954. Un any més tard, el club de la Corunya sumava el primer Trofeu Teresa Herrera de la seva història.
També va viure la cara amarga, amb el descens del Deportivo el 1957. Després d'un any en Segona Divisió amb el club blanc-i-blau, la temporada 1958-59 va ser traspassat al Reial Betis, on va jugar quatre temporades en primera divisió. Després, va fitxar pel Granada CF, en aquells dies en Segona Divisió. Va romandre al club granadí fins al 1966, any en què va aconseguir l'ascens a primera divisió. Per discrepàncies amb la directiva, va rebutjar la renovació, per la qual cosa el club li va aplicar el dret de retenció, la qual cosa el va portar a retirar-se amb 37 anys.
Després de penjar els guants, va tornar a La Corunya, on va muntar el seu propi negoci, un taller de marbre. Durant algun temps, va continuar vinculat al futbol com a entrenador de porters del RC Deportivo i l'Orillamar.